# Lunas (Dordogne)

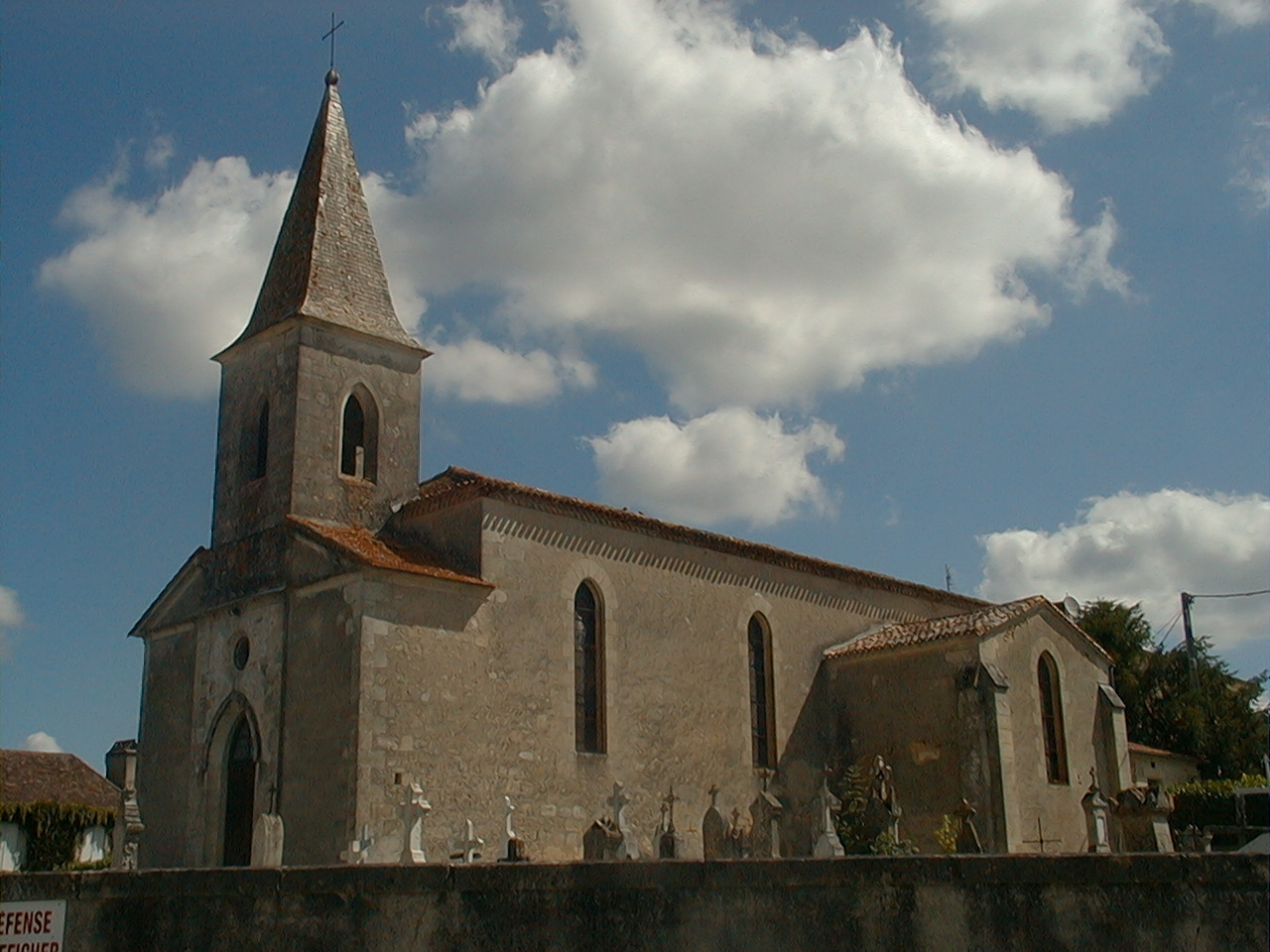
Kerk

Lunas is een gemeente in het Franse departement Dordogne (regio Nouvelle-Aquitaine) en telt 294 inwoners (1999). De plaats maakt deel uit van het arrondissement Bergerac.

## Geografie
De oppervlakte van Lunas bedraagt 16,5 km², de bevolkingsdichtheid is 17,8 inwoners per km².
De onderstaande kaart toont de ligging van Lunas (Dordogne) met de belangrijkste infrastructuur en aangrenzende gemeenten.

## Demografie
Onderstaande figuur toont het verloop van het inwonertal (bron: INSEE-tellingen).